# Lista de discos mais valiosos

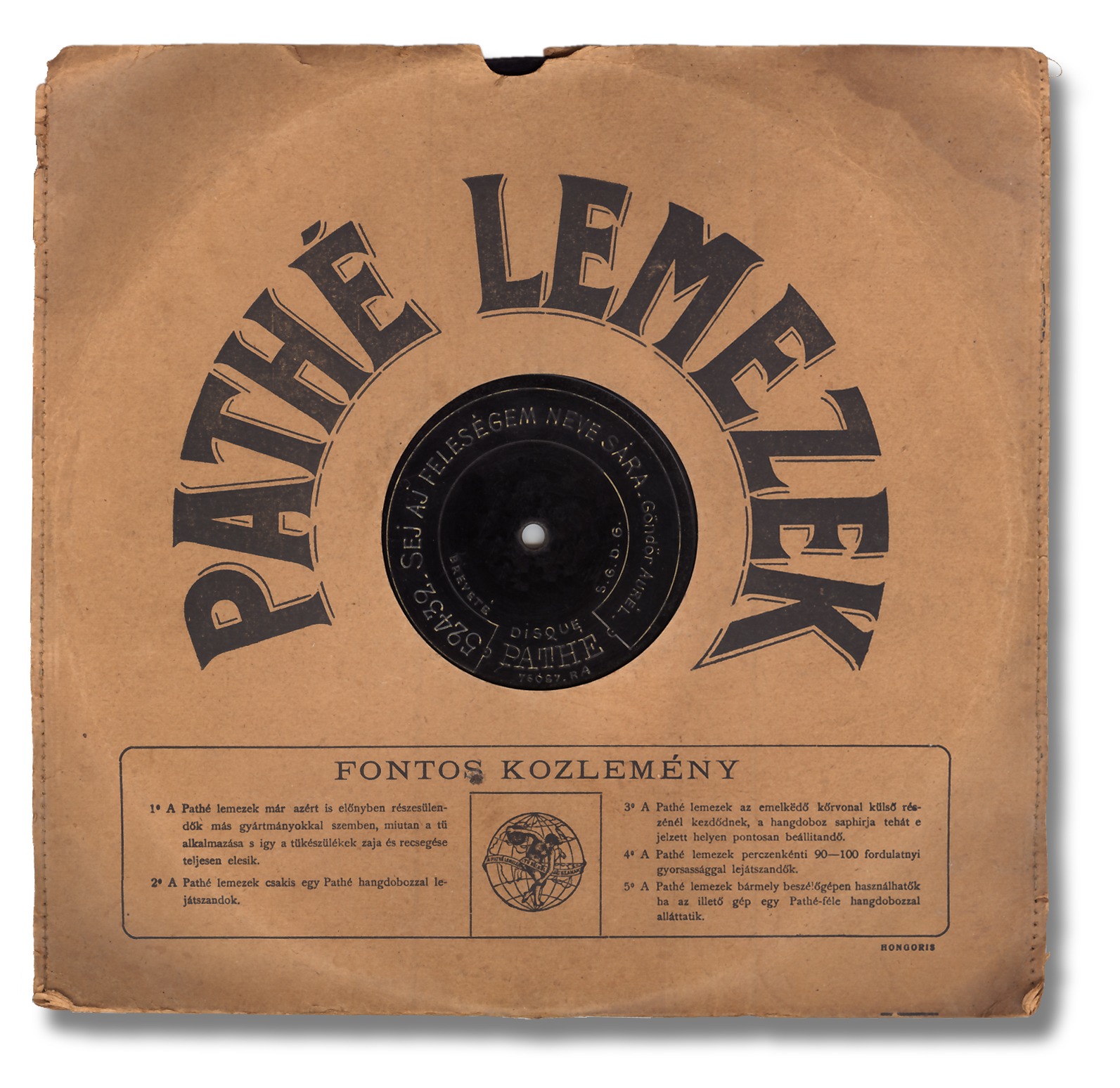
Um disco húngaro da Pathé, de 90 até 100 rpm

A lista a seguir mostra alguns dos discos mais valiosos. Os dados foram compilados da revista Record Collector, eBay, Popsike, Jerry Osborne Record Price Guides e outras fontes.
- LP do Wu-Tang Clan Once Upon a Time in Shaolin (do qual apenas uma cópia foi produzida) foi vendida através do Paddle8 em 24 de novembro de 2015 por $2 milhões.[1] Em 9 de dezembro de 2015, a Bloomberg Businessweek identificou o comprador como sendo o administrador de fundos Martin Shkreli.[2] O Guinness Book of Records certificou  Once Upon a Time in Shaolin como o álbum mais valioso do mundo.[3]
- The Beatles – The Beatles (The "White Album") (Parlophone álbum britânico, 1968) – cópia pessoal de Ringo Starr  (Nº 0000001) foi vendido por $790.000 em dezembro de 2015, de acordo com a revista Rolling Stone. Este foi o preço mais alto pago por um álbum lançado comercialmente. O Nº 0000005 foi vendido no eBay à um colecionador não revelado por £19.201 em 2008[4]
- The Quarrymen – "That'll Be the Day"/"In Spite of All the Danger" (UK 78–rpm, acetato em capa lisa, 1958). Apenas uma cópia feita. A única cópia existente é atualmente de propriedade de Paul McCartney. A revista Record Collector listou o preço guia em £200.000 na edição 408 (dezembro de 2012). McCartney tinha algumas "reedições" prensadas em 1981 no Reino Unido de 10 polegadas em 78 RPM 7 polegadas em 45 RPM, em reproduções de capas da Parlophone, 25 cópias de cada; estas são estimadas no valor de £10.000 cada.[5][6]
- Elvis Presley - acetato de "My Happiness" foi comprado por Jack White por $300.000 em janeiro de 2015.[7] Então foi relançado no Record Store Day de 2015 pela Third Man Records.
- Uma cópia com todos os autógrafos dos membros dos Beatles no álbum Sgt. Pepper's Lonely Hearts Club Band vendido por $290.500 (R$1.083.565) em  2013.[8]
  - Cópias normais de discos envolvendo pessoas famosas podem, muitas vezes, aumentar o preço quando autografadas, como, por exemplo, no caso de uma cópia do disco de John Lennon e Yoko Ono Double Fantasy (Geffen EUA, 1980), autografado por Lennon cinco horas antes de seu assassinato. Foi vendido em 1999 por $150.000.[9][10]
- The Beatles – Yesterday and Today (Capitol, álbum americano com a ‘capa do açougueiro’, 1966). Uma cópia selada, em perfeitas condições, "primeiro estado" em estéreo vendida por US$125.000 em fevereiro de 2016,[11] cópias em perfeitas condições não seladas desta pensagem são vendidas normalmente por mais de $15.000. Outras prensagens e estados são também vendidas tanto em mono como estéreo com preços que variam de $150 até $10.000.[12]
- Fitas masters originais de gravações históricas pode alcançar preços muito altos em leilões. Uma fita dos The Quarrymen tocando ao vivo foi vendida por £78.500.[13] Outros altos preços por fitas relacionadas com os Beatles incluem $30.000 através da Bonhams em 2008 por uma gravação de John Lennon cantando em uma festa em 1973.[14]
- The Beatles - "Till There Was You" acetato de 10 polegadas vendido em março de 2016 por £77.500.[15]
- A mais antiga fita de Mick Jagger e Keith Richards alcançou £50.250 em leilão.[13]
- Fitas da performance de The Jimi Hendrix Experience em 1968 no Woburn Music Festival vendidas por £48.050 na Christie's.[16]
- Fita do teste dos The Silver Beatles na Decca vendido por £35.000 em leilão.[17]
- The Beatles - "Love Me Do" (EMI) acetato com um lado, a única versão não editada com contagem no início da canção - estimado em $50.000–$100.000.[18]
- CD de referência de estúdio de Michael Jackson "What More Can I Give" vendido no eBay por $50.000 em 2015[19]
- Long Cleve Reed & Little Harvey Hull – "Original Stack O’Lee Blues" (Black Patti, EUA  78 rpm em capa lisa, 1927). $50.000 oferecido a Joe Bussard, de acordo com Do Not Sell At Any Price de Amanda Petrusich.
- Um versão em acetato do álbum dos Beatles Please Please Me pela Vee-Jay (1963) teve uma oferta de mais £30.000 recusada.[20]
- Uma cópia de apenas 100 existentes do álbum de Joseph Beuys Ja Ja Ja Nee Nee Nee de 1969 foi avaliado em mais de £30.000.[21]
- Um teste de prensagem do álbum Caustic Window de Aphex Twin vendido por $46.300 no eBay em 2014.[22][23]
- Frank Wilson – "Do I Love You (Indeed I Do)" (SOUL*35019, EUA 7 polegadas em 45 rpm com capa lisa, 1966). Uma de duas cópias conhecidas deste clássico do Northern soul alcançou mais de £25.000 (aprox. $37.000) em maio de 2009.[24]
- Acetato de "King Bee"/"Lucy Leave" do Pink Floyd avaliado em £25.000[25]
- Uma cópia de "Alcohol and Jake Blues" de Tommy Johnson de 78 rpm vendido por $37.100 no eBay em 2013[26]
- Uma cópia do LP dos Beatles Please Please Me (a versão em estéreo da Parlophone com o selo preto e dourado, que normalmente se vende por  £1.000) vendida em 2009 por £22.322.[27]
- Bob Dylan – The Freewheelin' Bob Dylan (CBS, álbum americano, estéreo, 1963, com quatro faixas retiradas das versões subsequentes), $35.000.[12]
- Jean Michel Jarre - Music for Supermarkets (Disques Dreyfus, França, FDM 18113). Apenas uma cópia deste LP existe. Foi leiloada por aproximadamente 36.000 francos (aprox. $14.000 na época) em Paris em 1983.
- David Bowie - acetato de 'Hunky-Dorey' (sic) alcançou perto de £20.000 em 2016, mas o comprador não cumpriu a reserva (Record Collector 454).
- Velvet Underground & Nico – The Velvet Underground & Nico (álbum americano em acetato com capa lisa, 1966 com versões alternativas das faixas existentes no álbum oficial). Estimado em mais de $40.000. Vendido no eBay em 9 de dezembro de 2006 por $155.401. Entretanto os lances eram falsos e o disco foi colocado na lista novamente. Lance final foi de $25.200.[28]
- John Lennon e Yoko Ono – Wedding Album - EUA Capitol, LP em acetato com notas de capa escritas a mão, 1969 e oferecido por $25.000 no Forevervinyl.com. Possivelmente o único acetato disponível deste disco.[29]
- Elvis Presley – "Stay Away, Joe"[30] (EUA, RCA Victor UNRM-9408, 1967). Álbum promocional com lado único do qual se tem notícia de apenas uma cópia existente e que veio da coleção pessoal de Presley.[31] Avaliado em $25.000+.[32]
- The Five Sharps – "Stormy Weather" (EUA, Jubilee 5104, 78 RPM, 1953). $25.000 oferecido à David Hall da Good Rockin' Tonight.[33]
- The Hornets – "I Can't Believe" (EUA, States 127, 78 pm, 1953). $25.000.[34]
- Arthur Verocai - "Arthur Verocai " (Brasil, Continental SLP-10.079, 1972). É considerado um dos discos mais caros lançados no Brasil. Em 2011 alcançou US$5.000 no Ebay. Em 2016 uma cópia com graduaçao G+ foi vendida por €2.500.